# Alfred Baudrillart
Alfred-Henri-Marie Baudrillart (ur. 6 stycznia 1859 w Paryżu, zm. 19 maja 1942 w Paryżu) – francuski duchowny katolicki, kardynał, członek Akademii Francuskiej od 1918 roku (fotel 8), biskup pomocniczy Paryża. 

## Życiorys
Święcenia kapłańskie przyjął 9 lipca 1893 roku w Paryżu. Profesor historii w Instytucie Katolickim w Paryżu w latach 1894–1907, a od 1907 roku do śmierci w 1942 roku rektor Instytutu. Kanonik honorowy katedry metropolitalnej w Paryżu w 1906 roku. 17 kwietnia 1907 roku mianowany domowym prałatem papieża. 10 października 1908 roku mianowany wikariuszem generalnym Paryża. 29 lipca 1921 roku mianowany biskupem pomocniczym Paryża i biskupem tytularnym Hemeria. Sakrę biskupią przyjął 28 października 1921 roku w archikatedrze metropolitalnej w Paryżu z rąk kard. Louisa-Ernesta Dubois arcybiskupa Paryża. 20 listopada 1925 roku mianowany asystentem tronu papieskiego. 12 kwietnia 1928 roku podniesiony do godności arcybiskupa tytularnego Melitene. Na konsystorzu 16 grudnia 1935 roku papież Pius XI wyniósł go do godności kardynalskiej z tytułem kardynała prezbitera San Bernardo alle Terme. Uczestnik konklawe z roku 1939, które wybrało Piusa XII. Zmarł 19 maja 1942 roku w Paryżu. 
Komandor Legii Honorowej.